# Juan Soldevila y Romero

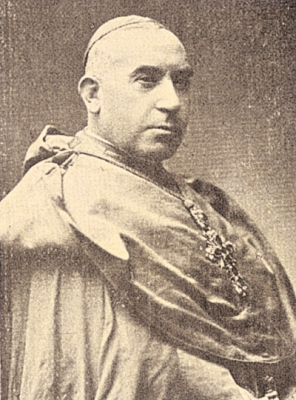
Juan Kardinal Soldevila y Romero

Juan Kardinal Soldevila y Romero (* 29. Oktober 1843 in Fuentelapeña, Provinz Zamora; † 4. Juni 1923 in Saragossa) war Erzbischof von Saragossa.

## Leben
Nach dem Besuch der Priesterseminare in Valladolid, Santiago de Compostela und Toledo wurde er am 28. Dezember 1867 zum Priester geweiht. Er erhielt im Jahr 1868 seinen Doktortitel in Theologie des Zentral-Seminars in Santiago de Compostela und studierte dann Kanonisches Recht am Seminar in Tui.
Soldevila war als Pfarrer in drei Gemeinden des Erzbistums Valladolid tätig und wurde 1875 Sekretär des Erzbischofs Cesáreo Rodrigo y Rodríguez, 1883 Kanoniker und 1887 Erzpriester. Er saß im Wohlfahrtsausschuss der Provinz und im Ausschuss für den Wiederaufbau von Kirchen. Er war der Prediger am Königshof und ein Ritter des Ordens de Isabel la Católica, ein Sekretär des Domkapitels und Prüfer der Synode. Im Jahre 1885 war er Mitglied der Junta zur Unterstützung der Opfer einer Choleraepidemie.
Am 14. Februar 1889 ernannte ihn Leo XIII. zum Bischof von Tarazona. Der Erzbischof von Valladolid, Benito Sanz y Fores, spendete ihm am 28. April desselben Jahres die Bischofsweihe; Mitkonsekratoren waren Mariano Miguel Gómez Alguacil y Fernández, Bischof von Vitoria, und Cesáreo Rodrigo y Rodríguez, Bischof von Orense. Soldevila war in den Jahren zwischen 1889 und 1901 Apostolischer Administrator von Tudela und am 16. Dezember 1901 wurde er zum Erzbischof von Saragossa ernannt.
Am 15. Dezember 1919 nahm ihn Benedikt XV. 76-jährig als Kardinalpriester mit der Titelkirche Santa Maria del Popolo in das Kardinalskollegium auf. Der König von Spanien, Alfons XIII., überreichte ihm an Weihnachten des gleichen Jahres das Birett der Kardinäle. Soldevila nahm am Konklave 1922 teil, das Pius XI. wählte.
Im Alter von 79 Jahren fiel der Kardinal einem Attentat der anarchistischen Gruppe Los Solidarios in Saragossa zum Opfer. Er ist in der Basílica del Pilar begraben.